# 塔紐列爾河
塔紐列爾河（羅馬化：Tanyurer）是俄羅斯的河流，屬於阿納德爾河的左支流，由楚科奇自治區負責管轄，河道全長482公里，流域面積18,500平方公里，河水主要來自雨水和融雪，每年十一月至翌年六月結冰。 

## 外部連結
- Ice extent in the Tanyurer River Valley
- Tourism and environmentPDF（571 KB）

64°50′02″N 174°17′35″E / 64.834°N 174.293°E